# Pfarrkirche Tramin

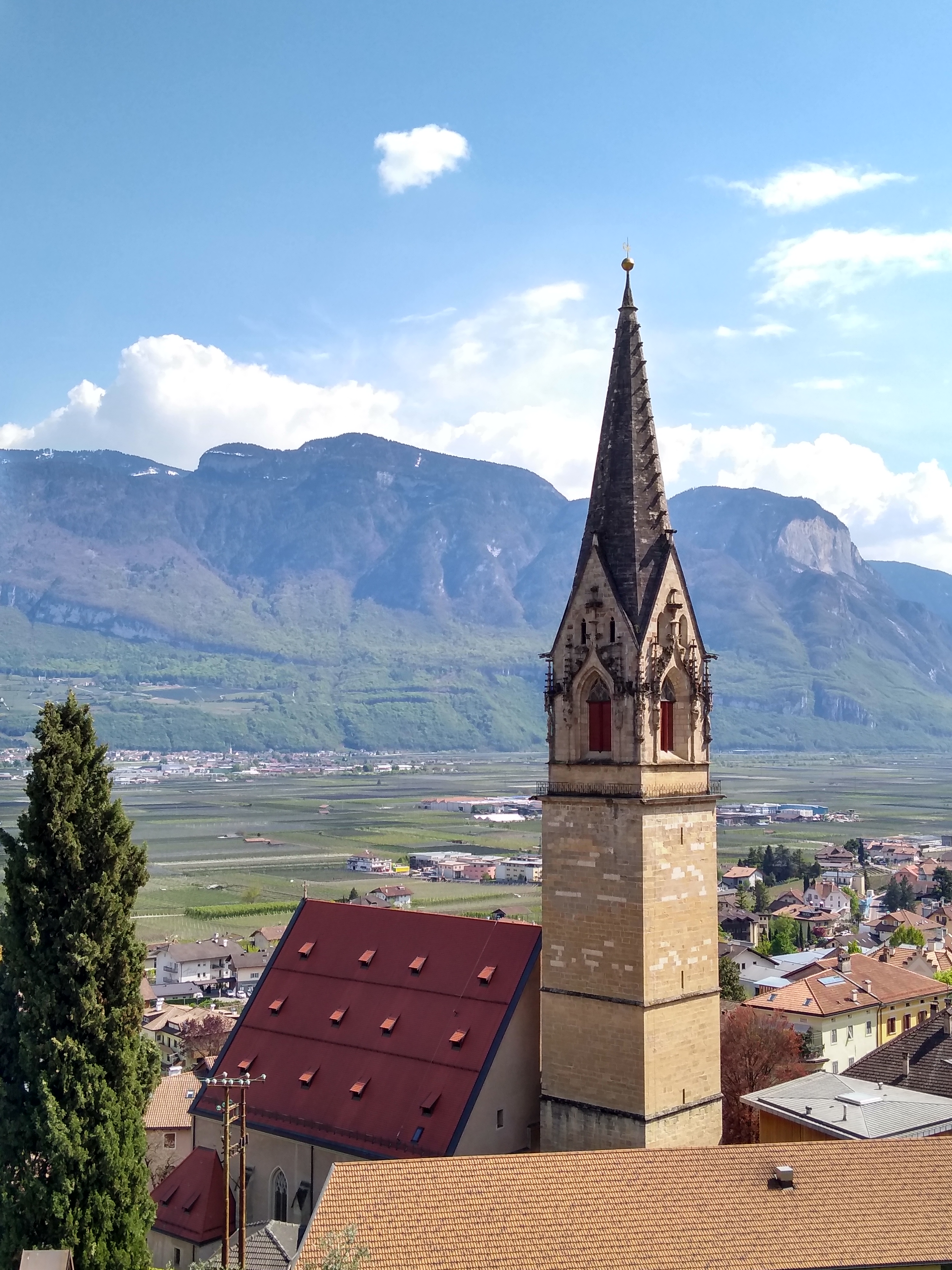
Pfarrkirche Tramin von Nordwesten

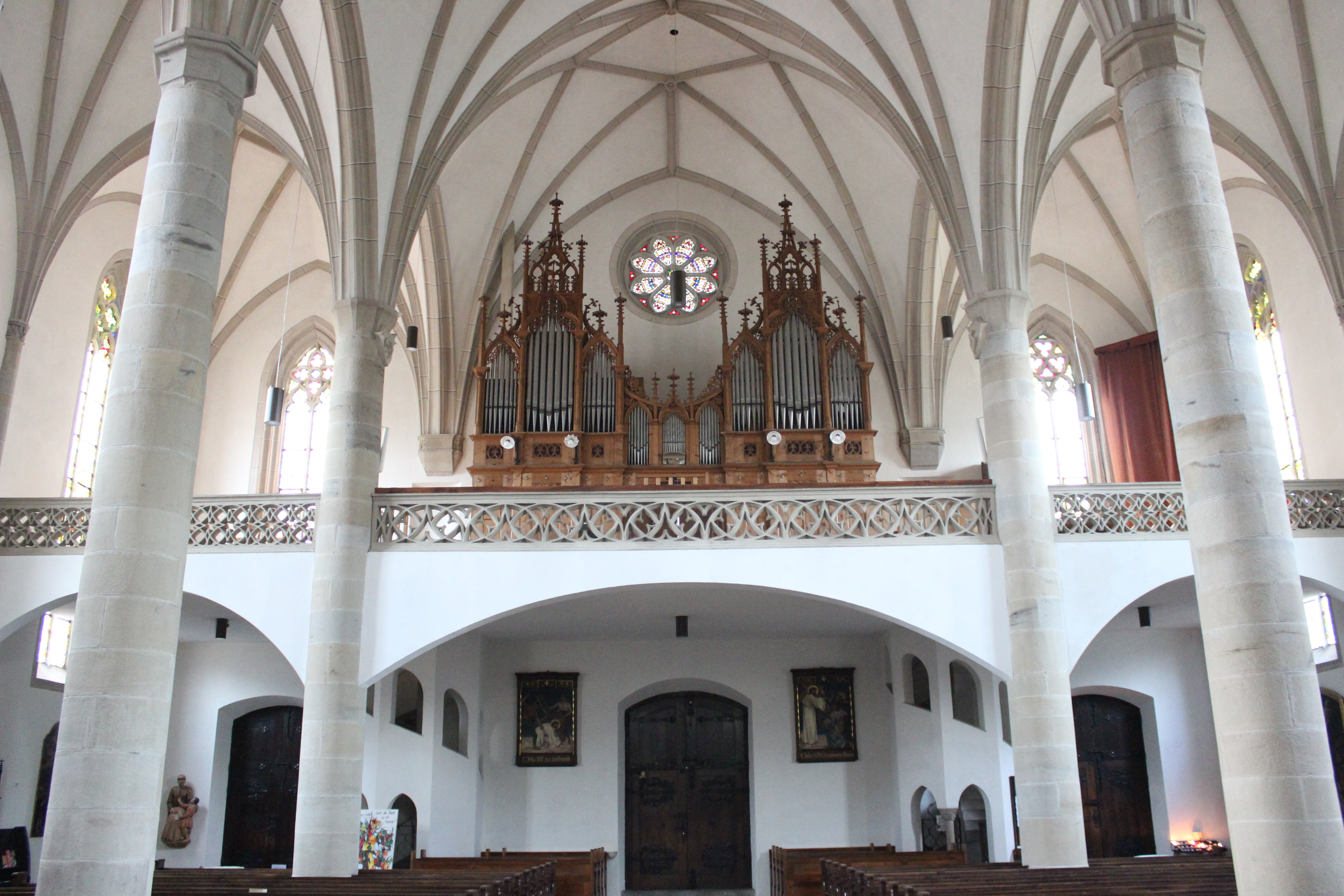
Empore und Orgel im Inneren

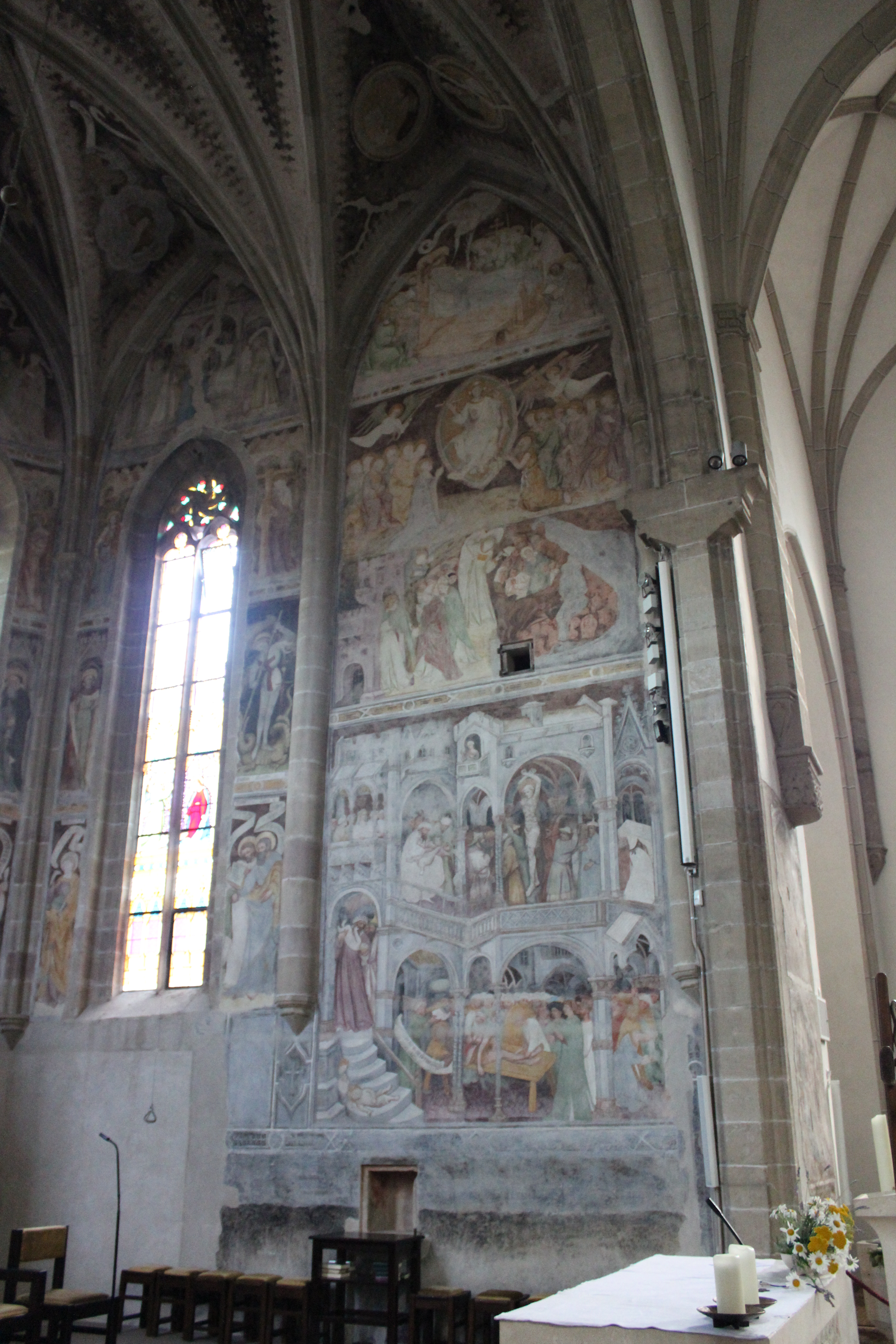
Gotischer Freskenschmuck

Die Pfarrkirche von Tramin ist eine katholische Kirche in Südtirol. Sie ist den Märtyrern Quiricus und Julitta geweiht.

## Geschichte
Nach den Angaben des sog. Vigiliusbriefs soll Heinrich, Sohn des langobardischen Grafen Regino, im 9. Jahrhundert eine Kirche in Tramin (de Triminno bzw. de Tremino), Teil der Pfarre Kaltern, erbaut haben, der er die Reliquien der Heiligen Quiricus und Julitta übergab. Der romanische Kirchenbau reicht ins frühe 13. Jahrhundert zurück. Anfang des 14. Jahrhunderts begann ein Kirchenumbau. Die Kirche mit umliegendem Friedhof wurde am 20. Juni 1400 geweiht.
Ein eigener Friedhof der ecclesia sancti Quiricii in Trameno ist 1379 urkundlich bezeugt. Dieser wurde 1787 an den südlichen Ortskern in die Nähe der St.-Valentins-Kirche (Ersterwähnung 1276) verlegt, die seither als Friedhofskirche dient.
1909–1911 wurde die Pfarrkirche unter Beteiligung der Bevölkerung umgebaut. Das 18 × 10 m große Kirchenschiff mit vier Seitenkapellen wurde auf ca. 24 × 20 m vergrößert. Vom alten Bau blieben nur der Sebastianialtar und einige Freskenfragmente erhalten.

## Kirchturm
Der 86 m hohe gotische Kirchturm wurde in mehreren Bauabschnitten erbaut. Der wenig gegliederte untere Teil geht wohl auf die Zeit um 1400 zurück. Im März 1466 betraute die Traminer Gemeinde den Sterzinger Baumeister Hans Feur mit der Erhöhung des Turms. Feur fertigte den Plan für das prächtige Glockenstubengeschoss und den gemauerten Achteckhelm. Nach Feurs Tod 1468 setzten Meister Bartlmä und sein Mitarbeiter den Bau fort. Auch der Steinmetz Peter Ursel war am Turmbau beteiligt. Die Arbeiten am Turm wurden 1492 fertiggestellt.
1702 wurde der Turm vom Blitz getroffen, die Schäden wurden im folgenden Jahr wieder behoben. 1880/81 wurde der Turm von dem Bozener Baumeister Albert Canal saniert.
Im 20. Jahrhundert waren die Sandsteinverzierungen durch Luftverschmutzung korrodiert, so dass man 1982 eine durchgreifende Sanierung und Restaurierung beschloss, die 1983–1986 erfolgte. Die Kosten von über 724 Millionen Lire wurden zu 41 Prozent durch Spenden der Traminer Bürgerschaft, zu 23 Prozent von der Gemeindeverwaltung und zu 36 Prozent vom Landesdenkmalamt und von Banken gedeckt.

## Der Traminer Altar

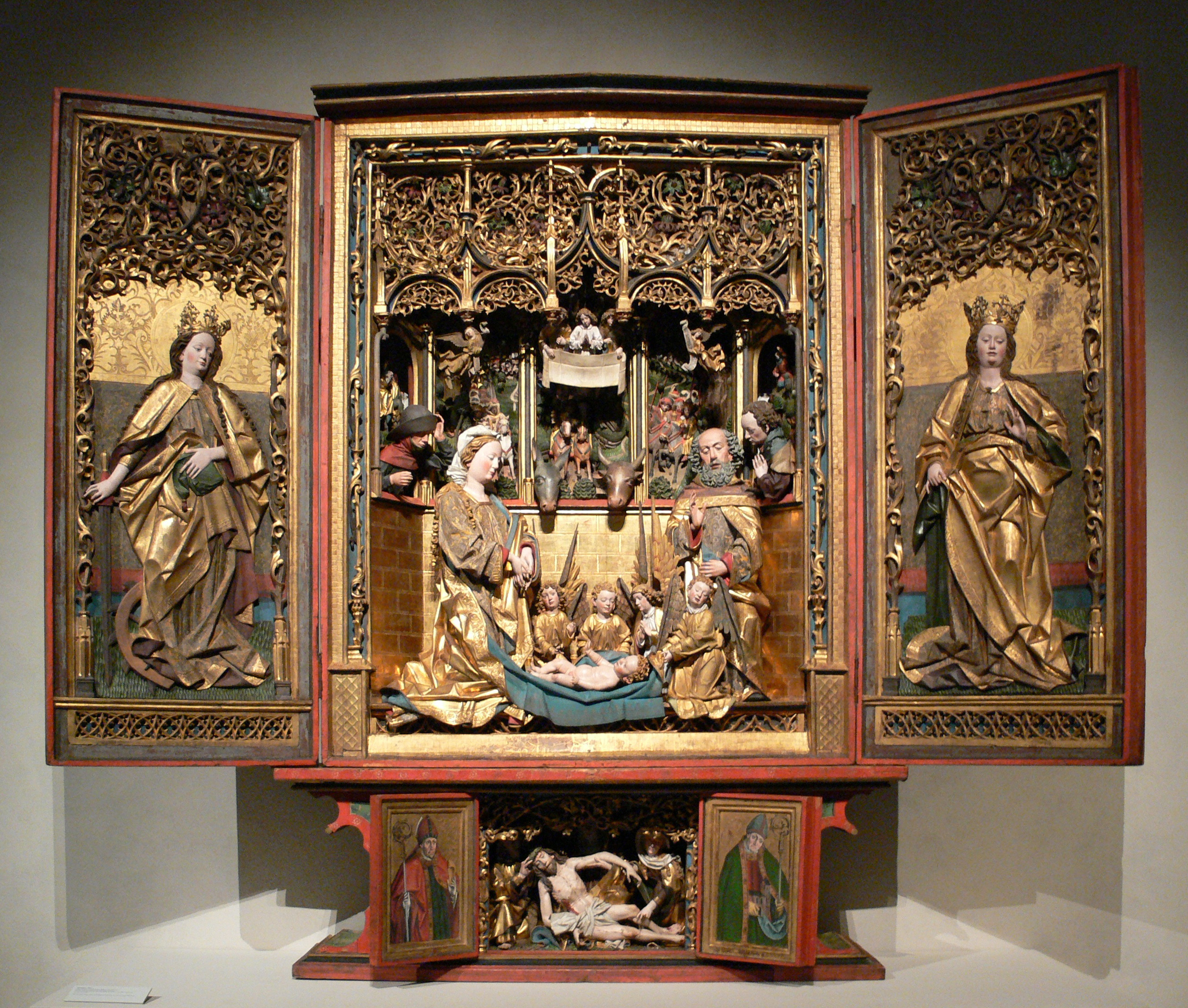
Der Traminer Altar

Der „Traminer Altar“ ist ein dem Brixener Bildhauer Hans Klocker zugeschriebenes Werk aus den Jahren 1485/1490, das bis 1845 in der Traminer Pfarrkirche aufgestellt war. Im Zuge der Säkularisation verkauft, gelangte es in die Sammlung von Max Ainmiller und wurde im Zeitraum 1856–1876 vom Bayerischen Nationalmuseum in München erworben.
Der dreiflügelige Klappaltar mit einer geschnitzten Predella ist aus Fichten- und Zirbelholz gearbeitet und farbig und aufwändig in Gold gefasst. Dargestellt wird die Anbetung der Hirten, in Gesellschaft von Ochs und Esel und vielen Engeln. Die beiden Seitenflügel zeigen zwei Heilige mit Märtyrerkronen, auf der linken Seite die Hl. Katharina von Alexandria mit Rad und Schwert.
Die Predella zeigt eine Beweinung Christi, die Gemälde auf den beiden flankierenden Klapptafeln zwei Bischöfe auf Goldgrund, einer mit einem Kirchenmodell, der zweite mit dem ungewöhnlichen Attribut eines Schuhs oder Pantoffels.